# 東洋英和女学院小学部
東洋英和女学院小学部（とうようえいわじょがくいんしょうがくぶ）は、東京都港区六本木に所在するミッション系の私立女子小学校。設置者は学校法人東洋英和女学院。
教派はキリスト教プロテスタント。ほぼ全ての生徒が東洋英和女学院中学部・高等部に進学する。

## 概要
カナダ・メソジスト教会（現在のカナダ合同教会）婦人伝道会社から派遣された宣教師マーサ・カートメルにより、1884年（明治17年）、麻布鳥居坂に開設された。

## 沿革
- 1884年（明治17年） - 東洋英和女学校を開校。
- 1888年（明治21年） - 幼稚科設置。
- 1900年（明治33年） - 新校舎落成し移転。
- 1909年（明治42年） - 幼稚科と予科を改めて小学科とし、修業年限6年とする。
- 1927年（昭和2年） - 校章、制服を制定。
- 1928年（昭和3年） - 校旗および標語「敬神奉仕」を制定。
- 1934年（昭和9年） - 校歌制定。
- 1941年（昭和16年） - 東洋永和女学校付属初等学校と改称
- 1945年（昭和20年） - 法人名を東洋永和女学院と改称。
- 1947年（昭和22年） - 東洋英和女学院小学部と改称。
- 1954年（昭和27年） - 小学部新校舎が落成して現校地に移転。
- 1966年（昭和41年） - 小学部校舎（特別教室）増築。
- 2000年（平成12年） - 小学部新校舎竣工。
- 2025年（令和7年） - 六本木五丁目西地区市街地再開発事業に伴い、元麻布一丁目の仮校舎へ移転予定[1]。
- 2030年（令和12年） - 小学部新校舎完成予定[1]。

## 教育方針
「敬神奉仕」の標語を基にしたキリスト教教育を行っている。毎朝礼拝から1日の学校活動が始まる。
「敬神」とは 神から愛されている、かけがえのない自分に気づき、神を愛し、敬うことであり
「奉仕」とは 神から愛されている隣人（他者）を愛し、隣人に仕えることである。
- 聖句

「心を尽くし、精神を尽くし、思いを尽くし、力を尽くして、あなたの神である主を愛しなさい。」（マルコによる福音書 第12章30節）
「隣人を自分のように愛しなさい」（マルコによる福音書 第12章31節）

## 校歌
- 「東洋英和女学院校歌」1934年（昭和9年）制定、 北原白秋作詞 山田耕筰作曲

## 制服
- 冬の制服

紺のセーラー服。ゴールドのラインにガーネットのネクタイ（スカーフ）、左肩袖に校章。
紺の帽子（校章付き）。
- 冬の校内服

白のブラウスに青のジャンパースカート
- 夏の制服

白のセーラー服。白の襟、白のラインにガーネットのネクタイ（スカーフ）。
白の帽子（校章付き）。
- 夏の校内服

グレーのジャンパースカート
- 上履き

白、青、黄色、水色、赤、緑の全6種類である。入学から卒業まで6年間学年カラーとして変わらない。卒業後は次年度の1年生に色が受け継がれてゆく。
- クラスカラー

1学年に2クラスあるが、1組はピンク、2組は黄色と、クラスカラーが存在する。

## 交通
- 都営地下鉄大江戸線麻布十番駅 徒歩10分
- 東京メトロ南北線麻布十番駅 徒歩13分
- 東京メトロ日比谷線六本木駅 徒歩7分
- 都営地下鉄大江戸線六本木駅 徒歩7分
- 東京メトロ千代田線乃木坂駅 徒歩15分

## 著名な出身者

### 学問・教育
- 鳥飼玖美子 - 立教大学名誉教授、日本通訳翻訳学会名誉会員。元東洋英和女学院大学教授。3年次から編入。

### マスコミ
- 大木優紀 - テレビ朝日アナウンサー
- 武内絵美 - テレビ朝日アナウンサー
- 増田紗織 - 朝日放送テレビアナウンサー

### 芸能
- 賀原夏子 - 女優
- 仁美凌 - 女優
- 脇坂英理子 - 医師、タレント